# 神田 (設楽町)
神田（かだ）は、愛知県北設楽郡設楽町の大字。

## 地理
設楽町の南東部に位置し新城市、東栄町と接する。
42の小字が設置されているが丁目は設定されていない。

### 山岳
- 鞍掛山

### 河川
- 神田川

### 小字
| - 字一ノ又（いちのまた） - 字印地（いんじ） - 字上ノ坂（うえのさか） - 字老ノ沢（おいのさわ） - 字大石（おおいし） - 字大申方（おおさるがた） - 字大平谷（おおひらだに） - 字起（おこし） - 字押形（おしがた） | - 字川入（かわいり） - 字川端（かわばた） - 字サルガタ（さるがた） - 字清水（しみず） - 字下貝津（しもがいつ） - 字障子岩（しょうじいわ） - 字杉ノ根（すぎのね） - 字空ノ島（そらのしま） - 字空（そら） | - 字タキ上（たきのうえ） - 字滝ノ沢（たきのさわ） - 字田代（たしろ） - 字田ノ上（たのうえ） - 字寺貝津（てらがいつ） - 字戸口（とぐち） - 字中井所（なかいどころ） - 字中川内（なかがわうち） | - 字中向（なかむき） - 字中山（なかやま） - 字長良（ながら） - 字西地（にしじ） - 字西（にし） - 字羽根（はね） - 字東地（ひがしじ） - 字東（ひがし） | - 字保六（ほうろく） - 字松戸（まつど） - 字万立（まんだち） - 字宮平（みやだいら） - 字明治（みょうじ） - 字向山（むかいやま） - 字向島（むこうじま） - 字ヤキ山（やきやま） |

## 歴史
北設楽郡振草村の大字神田を前身とする。
1889年10月1日に古戸村、小林村、下粟代村、上粟代村、平山村、神田村、川合村の一部が合併し、振草村となる。
1956年9月30日に振草村の一部（大字平山、神田、川合）は、田口町、段嶺村、名倉村と新規合併し、設楽町となる。

## 世帯数と人口
2015年（平成27年）10月1日現在の世帯数と人口は以下の通りである。
| 大字 | 世帯数 | 人口  |
| ---- | ------ | ----- |
| 神田 | 63世帯 | 114人 |

### 人口の変遷
国勢調査による人口の推移
| 1995年（平成7年）  | 249人 | [ 5 ] |  |
| 2000年（平成12年） | 204人 | [ 6 ] |  |
| 2005年（平成17年） | 175人 | [ 7 ] |  |
| 2010年（平成22年） | 147人 | [ 8 ] |  |
| 2015年（平成27年） | 114人 | [ 2 ] |  |

## 施設
- 設楽町役場神田町民センター
- 神田簡易郵便局
- 愛知東農業協同組合こんにゃく工場
  - こんにゃく村
  - 山家こんにゃく農園
- 豊橋市神田ふれあいセンター

## 交通
道路
- 国道473号
  - 設楽バイパス
- 愛知県道32号長篠東栄線

路線バス
- おでかけ北設
  - 基幹バス[9]
    - 1 - 東栄設楽線
      - 黒倉（平山） - 神田 - 引田（東栄町月）

## その他

### 日本郵便
- 郵便番号 : 441-2315[3]（集配局：設楽郵便局[10]）。

## 関連事項
- 神田 (曖昧さ回避)

## 参考資料
- 「角川日本地名大辞典」編纂委員会 編『角川日本地名大辞典 23 愛知県』角川書店、1989年3月8日。ISBN 4-04-001230-5。
- 有限会社平凡社地方資料センター 編『日本歴史地名体系第23巻 愛知県の地名』平凡社、1981年。ISBN 4-582-49023-9。